# Зоряний шлях: Дивні нові світи (сезон 3)

Третій сезон американського телесеріалу «Зоряний шлях: Дивні нові світи» розповідає про капітана Крістофера Пайка та екіпаж корабля USS Ентерпрайз (NCC-1701) у 23 столітті, коли вони досліджують нові світи та виконують місії по всій галактиці протягом десятиліття до «оригінального серіалу».. Сезон ствоюється студією «CBS Studios» у співпраці з «Secret Hideout», «Weed Road Pictures», «HMRX Productions» і «Roddenberry Entertainment», а Аківа Голдсман і Генрі Алонсо Майєрс виступають шоуранерами.
Планування третього сезону «Нових світів» почалося до червня 2022 року, а про старт офіційно було оголошено в березні 2023-го перед запланованим початком зйомок у травні. Виробництво було відкладено через голлівудські трудові спори 2023 року, а натомість розпочато в грудні 2023-го на «CBS Stages Canada» у Міссіазі, Онтаріо. Очікується, що зйомки триватимуть до травня 2024 року. Автори серіалу продовжили епізодичний підхід до серій, надаючи кожному епізоду інший жанр і тон. Багато постійних акторів і кілька запрошених зірок зображують молодші версії персонажів оригінального серіалу.
Очікується, що прем'єра сезону на потоковому сервісі «Paramount+» відбудеться у 2025 році та складатиметься він з 10 епізодів.

## У ролях
| Актор             | Роль                      |
| ----------------- | ------------------------- |
| Енсон Маунт       | Крістофер Пайк            |
| Ітан Пек          | Спок                      |
| Джесс Буш         | медсестра Кристина Чапель |
| Крістіна Чонг     | Ла'ан Нуньєн-Сінг         |
| Селія Роуз Гудінг | Нійота Ухура              |
| Мелісса Навія     | Еріка Ортегас             |
| Бабс Олусанмокун  | Джозеф Мбенга             |
| Ребекка Ромейн    | Номер Один (Зоряний шлях) |

## Епізоди
| № п/п | № в сезоні | Назва          | Режисер        | Сценарист      | Оригінальний показ | Оригінальний показ українською | Код            | Рейтинг        |
| ----- | ---------- | -------------- | -------------- | -------------- | ------------------ | ------------------------------ | -------------- | -------------- |
| 1     | 21         | Буде оголошено | Буде оголошено | Буде оголошено | Буде оголошено     | Буде оголошено                 | Буде оголошено | Буде визначено |
| 2     | 22         | Буде оголошено | Буде оголошено | Буде оголошено | Буде оголошено     | Буде оголошено                 | Буде оголошено | Буде визначено |
| 3     | 23         | Буде оголошено | Буде оголошено | Буде оголошено | Буде оголошено     | Буде оголошено                 | Буде оголошено | Буде визначено |
| 4     | 24         | Буде оголошено | Буде оголошено | Буде оголошено | Буде оголошено     | Буде оголошено                 | Буде оголошено | Буде визначено |
| 5     | 25         | Буде оголошено | Буде оголошено | Буде оголошено | Буде оголошено     | Буде оголошено                 | Буде оголошено | Буде визначено |
| 6     | 26         | Буде оголошено | Буде оголошено | Буде оголошено | Буде оголошено     | Буде оголошено                 | Буде оголошено | Буде визначено |
| 7     | 27         | Буде оголошено | Буде оголошено | Буде оголошено | Буде оголошено     | Буде оголошено                 | Буде оголошено | Буде визначено |
| 8     | 28         | Буде оголошено | Буде оголошено | Буде оголошено | Буде оголошено     | Буде оголошено                 | Буде оголошено | Буде визначено |
| 9     | 29         | Буде оголошено | Буде оголошено | Буде оголошено | Буде оголошено     | Буде оголошено                 | Буде оголошено | Буде визначено |
| 10    | 30         | Буде оголошено | Буде оголошено | Буде оголошено | Буде оголошено     | Буде оголошено                 | Буде оголошено | Буде визначено |